# Scutiger spinosus
Espèce
Scutiger spinosus est une espèce d'amphibiens de la famille des Megophryidae.

## Répartition
Cette espèce se rencontre en Chine au Tibet dans le xian de Mêdog et en Inde en Arunachal Pradesh dans le district de Tawang entre 2 705 et 4 169 m d'altitude.

## Description
Les mâles mesurent de 50,5 à 55,6 mm et les femelles de 53,8 à 57,2 mm.

## Publication originale
- Jiang, Wang, Zou, Yan, Li & Che, 2016 : A new species of the genus Scutiger (Anura: Megophryidae) from Medog of southeastern Tibet, China. Zoological Research, vol. 37, no 1, p. 21–30.